# Al Ekhbariya
Al Ekhbariya (em árabe: الإخبارية) é um canal de televisão por satélite saudita, dedicado a notícias e atualidades, sediado em Riade, Arábia Saudita.

## História
Lançado em 11 de janeiro de 2004, seu objetivo, segundo seu diretor, era apresentar 'uma nova imagem do Estado árabe do Golfo' para a região e o mundo. Após a contratação de várias mulheres sauditas, seu primeiro boletim foi apresentado por Buthaina Al-Nassr, a primeira âncora de notícias do reino. Correspondentes estão posicionados no Oriente Médio, Europa e América para fornecer cobertura de notícias internacionais. 
O canal, assim como seu principal concorrente, a Al Jazeera, é propriedade do governo e administrado pelo Ministério da Mídia, junto a outros canais que fazem parte da rede Saudi Television. A transmissão é direcionada ao Oriente Médio e ao mundo árabe por meio do satélite Badr 4, posicionado a 26,0° Leste.[carece de fontes?]